# Warcraft (film)
Warcraft (internationaal uitgebracht onder de naam Warcraft: The Beginning) is een Amerikaanse epische fantasyfilm uit 2016, geregisseerd door Duncan Jones en gebaseerd op de Warcraft-games en afgeleide producten. Het verhaal vertelt hoe de strijd tussen de mensen en orks in de franchise ontstond. De film ging op 24 mei 2016 in Frankrijk in première.

## Verhaal

### Proloog
De planeet Draenor gaat stukje bij beetje kapot aan de invloed van de Fel, een magische energie. Magiër Gul'dan verenigt om deze reden alle ork-clans in één grote groep genaamd de Horde en opent een portaal naar een andere wereld, Azeroth. Om deze doorgang te kunnen gebruiken, is levensenergie nodig. Gul'dan kan genoeg daarvan onttrekken aan bewoners van Draenor om een beperkt aantal orks naar Azeroth te sturen. Het is hun missie om daar mensen gevangen te nemen om te offeren, zodat ook de rest van de Horde door het portaal kan. Durotan is het stamhoofd van de Frostwolf-clan. Hij gaat samen met zijn zwangere vrouw Draka en stamgenoot Orgrim Doomhammer met de eerste lichting naar Azeroth. Draka bevalt na aankomst van zoontje Go'el. Dat komt levenloos ter wereld, maar Gul'dan transfereert de levensenergie van een hert naar het jongetje om het te redden.

### Hoofdlijnen
Anduin Lothar is de legerleider van het menselijke koninkrijk Stormwind op Azeroth. Hij treft in een woud een spoor van vermoorde mannen aan. Hij betrapt magiër Khadgar terwijl die een van de slachtoffers onderzoekt. Volgens Khadgar bevatten de lijken sporen van Fel-energie. De koning van Stormwind, Llane Wrynn, stuurt Lothar en Khadgar naar Karazhan om dit voor te leggen aan magiër Medivh, als Guardian of Tirisfal een essentiële schakel in de defensie van het koninkrijk.
Lothar, Khadgar en Medivh gaan met een team op onderzoek uit. Ze worden aangevallen door orks, maar Medivh doodt vrijwel alle aanvallers met een bezwering. Ork-leider Blackhand, Durotan en Orgrim ontkomen. Khadgar neemt de vrouwelijke half-ork Garona gevangen. Ze sluit zich in ruil voor haar vrijheid aan bij Lothar en de zijnen en helpt het team de ork-nederzetting te bespioneren. Zo komen ze te weten dat Gul'dan de Horde naar Azeroth wil brengen om het over te nemen. Durotan realiseert zich dat de Fel Draenor heeft leeggezogen en dat Azeroth hetzelfde staat te gebeuren als Gul'dan deze energie blijft gebruiken. Hij zegt koning Wrynn de hulp van de Frostwolf-clan toe om samen Gul'dan te verslaan. Hun ontmoeting wordt verstoord door spionerende orks. Medivh redt de meeste mensen met een magisch schild, maar Blackhand vermoordt Lothars zoon Callan. Eenmaal terug in de ork-nederzetting roeit Blackhand de Frostwolf-clan uit. Voor ze wordt gedood, laat Draka Go'el een rivier afdrijven in een mandje.
Khadgar leest dat het portaal naar Azeroth alleen geopend kon worden met behulp van iemand aan hun zijde. Wanneer hij Medivh naar Karazhan brengt, ziet hij een groene gloed in diens ogen. Dit maakt hem duidelijk dat Medivh wordt beïnvloed door de Fel. Bij de orks daagt Durotan Gul'dan uit voor een Mak'gora. Dit is een door alle orks hooggeëerd één-tegen-één-gevecht tot de dood met als inzet het leiderschap van de groep. Gul'dan overtreedt voor ieders ogen de regels door magie te gebruiken om het leven uit Durotan te zuigen. Gul'dan drukt een beginnende opstand te kop in door zijn macht te tonen en Blackhand sterker te maken.
Medivh is de Fel-invloed niet meer de baas en opent het portaal naar Draenor. Gul'dan voorziet de doorgang van energie door mensen te offeren. Hiermee zorgt hij ervoor dat er meer orks Azeroth binnenkomen. Terwijl Lothar en Khadgar Medivh en zijn golem bevechten, valt Wrynn met zijn leger de ork-nederzetting aan. Khadgar verlost Medivh van de Fel-energie die hem verteerde, waarna die met zijn laatste krachten het portaal verandert in een doorgang naar Stormwind. De toestroom van orks stopt en de gevangen mensen kunnen hierdoor vanuit het ork-kamp naar huis vluchten. Wrynn en zijn manschappen zorgen hierbij voor dekking tegens de orks. Nadat Medivh sterft, houdt het portaal op te bestaan. Wrynn beseft dat zijn mannen en hij ten dode opgeschreven zijn. Hij vertelt Garona daarom in het geheim dat ze hem moet doden. Dit zal haar aanzien geven bij de orks en zo in de positie brengen om te proberen vrede met de mensen te bewerkstelligen. Ze gehoorzaamt met tegenzin. Gul'dan verwelkomt haar terug als een van de orks.
Lothar probeert het lichaam van Wrynn op te halen, maar wordt tegengehouden door Blackhand. Wanneer hij bijkomt, wordt hij gedwongen tot een Mak'gora met hem. Lothar neemt hierin wraak voor de dood van zijn zoon. Gul'dan eist dat de orks hem alsnog vermoorden. Garona stelt dat Lothar eerlijk heeft gewonnen en volgens de traditie daarom vrij is om te gaan. De andere orks leggen hem vervolgens geen strobreed in de weg.

### Epiloog
Eenmaal terug in Stormwind ziet Lothar het mes in Wrynns nek en herkent dit als dat van Garona. Tijdens de begrafenis van de koning verenigen de mensen, elfen en dwergen van Azeroth zich in de Alliance. Ze aanvaarden Lothar als hun aanvoerder in de strijd tegen de orks. Orgrim trekt een slagtand uit de mond van Durotan om die ooit aan Go'el te kunnen geven. Die spoelt intussen met zijn mandje aan op een oever, waar hij wordt gevonden door een mens.

## Rolverdeling
| Acteur              | Personage              |
| ------------------- | ---------------------- |
| Travis Fimmel       | Sir Anduin Lothar      |
| Paula Patton        | Garona Halforcen       |
| Ben Foster          | Medivh                 |
| Dominic Cooper      | King Llane Wrynn       |
| Toby Kebbell        | Durotan                |
| Ben Schnetzer       | Khadgar                |
| Robert Kazinsky     | Orgrim Doomhammer      |
| Daniel Wu           | Gul'dan                |
| Ruth Negga          | Lady Taria Wrynn       |
| Anna Galvin         | Draka                  |
| Clancy Brown        | Blackhand              |
| Terry Notary        | Grommash Hellscream    |
| Dylan Schombing     | Prince Varian Wrynn    |
| Michael Adamthwaite | King Magni Bronzebeard |
| Callum Keith Rennie | Moroes                 |
| Burkely Duffield    | Callan                 |
| Dean Redman         | Varis                  |
| Glenn Close         | Alodi                  |

## Ontwikkeling

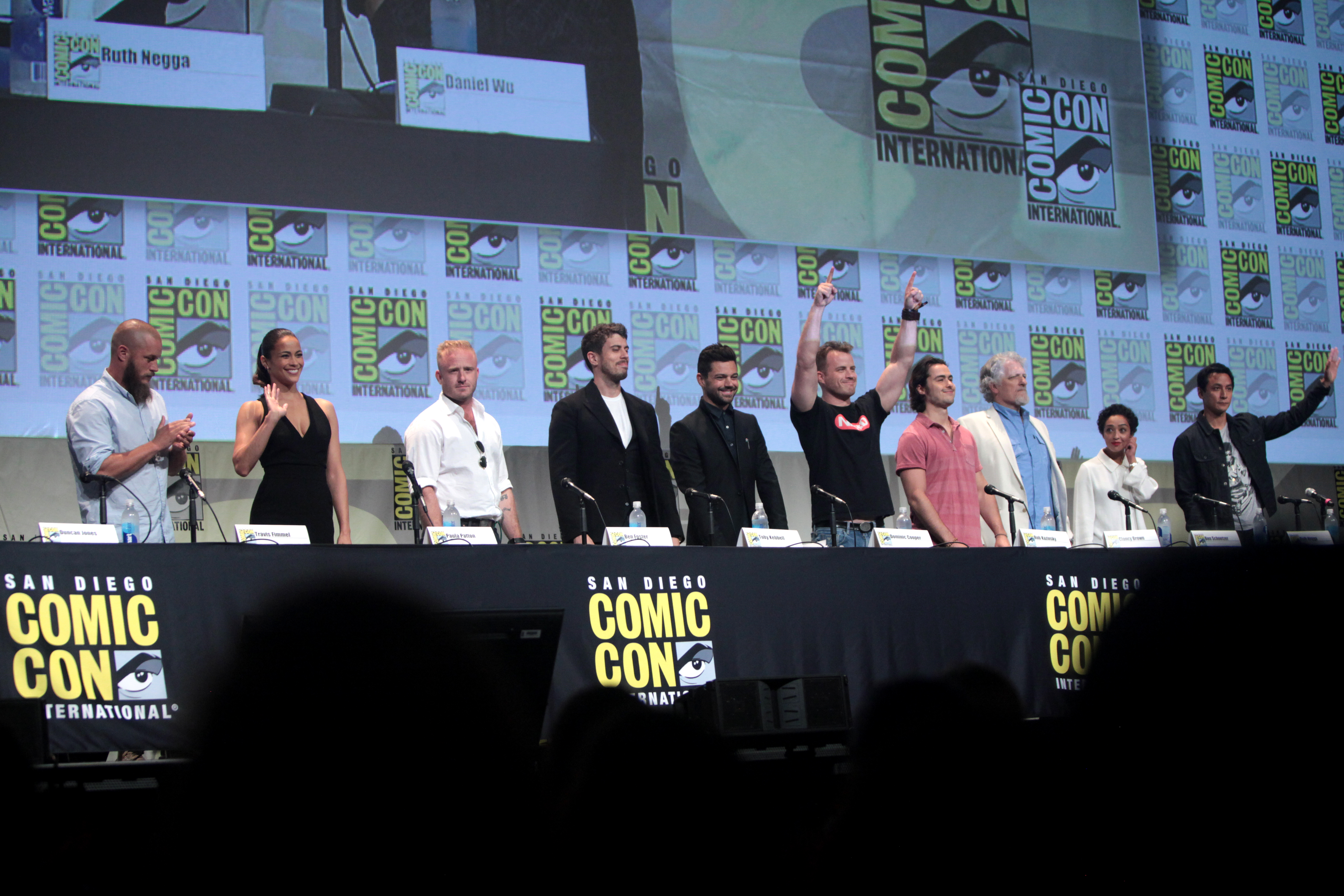

In mei 2006 verkreeg Legendary Pictures de rechten voor een verfilming van Warcraft. Het plan was om de film niet een specifieke verhaallijn uit de spellen te laten volgen, maar een algemeen verhaal. Volgens voormalig CEO van Blizzard, Paul Sams, moest de film een groot budget krijgen van meer dan 100 miljoen dollar. Uiteindelijk werd dit 160 miljoen dollar. In januari 2014 zijn de opnames begonnen. De opnames duurden 123 dagen en werden op 23 mei afgerond. Nadat de film vele malen was uitgesteld vond de première plaats in mei 2016.
Warcraft leverde wereldwijd aan de bioscoopkassa's 434 miljoen dollar op. Naar verluidt zou dit niet genoeg zijn geweest om uit de kosten te komen; uiteindelijk zou Warcraft een verlies lijden van ongeveer 15 miljoen dollar. De opbrengst was wel genoeg om de meest opleverende computerspel-adaptatie ooit te worden, tot Detective Pikachu dit record in juli 2019 verbrak.